# Julius von Bernuth
Julius Hans Camillo Friedrich Leo Ludwig von Bernuth (12. srpna 1897 – 12. července 1942) byl německý veterán první světové války a pozdější Generalmajor (generálmajor) německého Wehrmachtu. Zároveň byl i držitelem mnoha vojenských vyznamenání včetně Rytířského kříže železného kříže.

## Mládí a první světová válka
Julius von Bernuth se narodil 12. srpna roku 1897 ve městě Metz v oblasti Lotrinska ve východní Francii. Poté, co dokončil základní školu, nastoupil na kadetní školu ve městě Karlsruhe a později i na kadetku v Berlíně.
Poté, co dne 10. srpna roku 1914 vstoupil do německé císařské armády, tak se stal velitelem čety u 115. pěšího pluku (Infanterie-Regiment Nr. 115). Zde působil až do 10. září téhož roku, kdy byl zraněn v boji. Ze svých zranění se následně léčil až do 27. listopadu, kdy byl po zotavení převelen zpět na frontu a to k 70. polnímu záložnímu praporu (Feld-Ersatz-Batallion Nr. 70).
V srpnu roku 1915 byl zařazen do ročního důstojnického kurzu. Po jeho dokončení byl zařazen jako pozorovatel u 115. pěšího pluku a později se dostal jako pozorovatel do štábu téhož pluku.
Během roku 1917 byl opět jmenován velitelem čety u 365. pěšího pluku a v srpnu téhož roku byl jmenován pobočníkem velitele praporu.
Po skončení války byl jako pobočník velitele praporu přeřazen zpět ke 115. pěšímu pluku, kde již dříve působil jako pozorovatel. Až do začátku druhé světové války působil na různých postech jako je například instruktor pěchoty, velitel roty nebo poradce ve výcviku.

## Druhá světová válka
Počátkem druhé světové války působil jako instruktor taktiky na vojenské akademii, ale 1. září roku 1939 se stal velitelem operací u Panzer Division Kempf pod velením generála Wernera Kempfa.
Po skončení Invaze do Polska se stal náčelníkem štábu u XXVI. tankového sboru a později u XV. tankového sboru, kde působil až do října roku 1940.
Až do června roku 1941 zastával funkci šéfa výcvikového střediska pro personál generálních štábů. Poté byl jmenován spojovacím důstojníkem mezi OKW a Skupinou armád Jih.
Dne 10. ledna roku 1942 se stal náčelníkem štábu u 4. armády a ještě téhož roku byl převelen ke 4. tankové armádě.
Zde také zemřel poté, co byli generál von Bernuth a jeho pilot Oberfeldwebel Linke zabiti v boji, když byl jejich letoun Fieseler Storch sestřelen nedaleko vesnice Ssochkranaja v Rusku. Generál von Bernuth pravděpodobně ještě žil po pádu, protože když byla jeho mrtvola objevena, tak měla střelnou ránu na hlavě. Oba dva vojáci byli pohřbeni 16. července na hřbitově Frolowskij.

## Shrnutí vojenské kariéry

### Data povýšení
- Fahnenjunker – 10. srpna, 1914
- Leutnant – 8. října, 1914
- Oberleutnant – 1. dubna, 1925
- Hauptmann – 1. dubna, 1931
- Major – 1. ledna, 1936
- Oberstleutnant – 1. ledna, 1939
- Oberst – 1. prosince, 1940
- Generalmajor – 1. dubna, 1942

### Významná vyznamenání
- Rytířský kříž železného kříže (172. držitel) – 5. srpna, 1940
- Pruský železný kříž I. třídy (první světová válka)
- Pruský železný kříž II. třídy (první světová válka)
- Spona k pruskému železnému kříži I. třídy
- Spona k pruskému železnému kříži II. třídy
- Finský kříž svobody II. třídy s meči – 25. března, 1942
- Velkovévodský hesenský řád za statečnost (první světová válka)
- Útočný odznak pěchoty ve stříbře
- Válečný záslužný kříž II. třídy s meči
- Odznak za zranění v černém – 10. září, 1914
- Medaile za Anschluss
- Sudetská pamětní medaile
- |  Medaile Západního valu
- Kříž cti
- Krevní řád
- |  |  |  Služební vyznamenání Wehrmachtu od IV. do I. třídy